# Arisaema ornatum
Arisaema ornatum là một loài thực vật có hoa trong họ Ráy (Araceae). Loài này được Miq. mô tả khoa học đầu tiên năm 1856.